# Laportea ruderalis
Laportea ruderalis là loài thực vật có hoa trong họ Tầm ma. Loài này được (G. Forst.) Chew mô tả khoa học đầu tiên năm 1965.